# 治中
治中，中國古代官職之一，在清朝，此官職配置於地方，如順天府之輔助部門。治中品等為正五品，為處理各項庶務的中級官員，上受各府尚書指使任事。1910年代，清朝滅亡後，該官職廢除。